# Astérix el Galo (película)
Astérix el Galo/Astérix el Gladiador (Astérix le Gaulois/Astérix de Galliër) es una película francesa de animación basada en el cómic homónimo, creado por René Goscinny y Albert Uderzo. Es la primera película de animación del personaje, estrenada en 1967. La película se estrenó en los cines españoles el 23 de diciembre de 1968 bajo la distribución de Concordia Films.
Se planeaba originalmente que la película fuese emitida en la televisión francesa, pero en cambio se emitió como una película para teatros. Fue producida por Dargaud, editorial que publicaba las historietas de Astérix, sin que Albert Uderzo y René Goscinny estuvieran involucrados en el proyecto. Goscinny y Uderzo no estaban satisfechos con la película y lograron bloquear el lanzamiento de la secuela planeada, Astérix y la hoz de oro (que se había hecho de igual manera sin que ellos hubieran formado parte de la producción). En adelante, se aseguraron de que serían consultados para cualquier adaptación animada subsecuente, empezando con Astérix y Cleopatra (1968). La película fue animada por el estudio de animación belga Belvision y producida por Dargaud Films.

## Resumen
Los romanos consiguen averiguar que el secreto de la fuerza invencible de los galos es una poción mágica hecha por su druida. Deciden secuestrar al druida para que no siga preparándola, y Astérix va a rescatarle del campamento de legionarios.

## Argumento
Los romanos del campamento de Petibonum están intrigados: desconocen el origen de la prodigiosa fuerza de los Galos de la pequeña aldea que vigilan, la única que aún no ha sido conquistada. El centurión Caius Bonus decide enviar al legionario Calígula Minus a espiar a los aldeanos, por lo que lo disfraza de galo, y lo manda encadenar y llevar por el bosque vigilado. Cuando Astérix y Obélix lo ven, le liberan raudos de sus "captores" romanos, y lo llevan a la aldea, donde acaba averiguando y probando el secreto de la fuerza de los de la aldea: una poción mágica preparada por el druida local Panorámix.
El espía escapa y se lo cuenta a su superior, que manda a otros soldados a secuestrar al druida cuando vaya al bosque. Una vez que el viejo hechicero ha desaparecido, el astuto Astérix se preocupa por él, y sale en su busca. Cuando averigua que está preso en Petibonum, va en su ayuda. Allí, consigue hablar con Panorámix, y traman un plan para liberarle, y de paso reírse de los romanos.
Astérix se deja capturar, y el druida accede a preparar la poción para Caius, que quiere usarla para alcanzar el trono imperial, donde está Julio César. Cuando la poción está lista, los romanos la beben, sin saber que en realidad es un crecepelo veloz, que les da a todos barbas hasta el suelo.
Caius Bonus les exige un antídoto, y ellos fingen hacerlo, cuando en realidad están haciendo un cocido común: los efectos del crecepelo se pasan solos. A la vez, prepara algo de poción mágica para Astérix, que él toma a escondidas de los romanos. Después de esto, consiguen escapar, pero solo para encontrarse con que Julio César ha llegado con sus legiones a inspeccionar el campamento.
Cuando César pregunta por la caótica y peluda situación en el campamento, Astérix le revela los planes del centurión, por lo cual éste es destinado a Mongolia Inferior, y el propio César les da las gracias a los dos galos, que regresan a su aldea en paz.
La película termina con el habitual banquete galo.

## Doblaje en España[5]
- Antonio Gómez de Vicente - Astérix
- Fernando Ulloa - Obélix
- Luis Posada Mendonza - Panorámix
- Antonio Iranzo - Caius Bonus
- José María Santos - Marcus Sacapus
- Vicenç Manel Domènech - Abraracúrcix y Julius Pompilius
- Miguel Ángel Valdivieso - Caligulaminus
- Arsenio Corsellas - Julio César
- Joaquín Díaz - Mercader de bueyes